# .cn
.cn은 중화인민공화국의 인터넷 국가 코드 최상위 도메인이다. 1987년에 도입되었으며, 중화인민공화국 정보산업부에 의해 관리된다. 이 정보 산업부는 미국의 연방 통신 위원회와 같은 성격을 지닌 곳이다. 중국 네트워크 정보 센터에서 등록을 할 수 있다.

## 2차 도메인

### 단체 도메인
- .ac.cn：연구기관
- .com.cn：회사
- .edu.cn：교육기관
- .gov.cn：정부 관련 기관
- .net.cn：인터넷 조직
- .org.cn：중국 국내 단체
- .mil.cn：군사 관련 기관

### 지역 도메인
- .ah.cn : 안후이성
- .bj.cn : 베이징
- .cq.cn : 충칭
- .fj.cn : 푸젠성
- .gd.cn : 광둥성
- .gs.cn : 간쑤성
- .gz.cn : 구이저우성
- .gx.cn : 광시 좡족 자치구
- .ha.cn : 하이난성
- .hb.cn : 허베이성
- .he.cn : 허난성
- .hi.cn : 후베이성
- .hl.cn : 헤이룽장성
- .hn.cn : 후난성
- .jl.cn : 지린성
- .js.cn : 장쑤성
- .jx.cn : 장시성
- .ln.cn : 랴오닝성
- .nm.cn : 내몽골 자치구
- .nx.cn : 닝샤 후이족 자치구
- .qh.cn : 칭하이성
- .sc.cn : 쓰촨성
- .sd.cn : 산둥성
- .sh.cn : 상하이
- .sn.cn : 섬서성 (Shaanxi)
- .sx.cn : 산서성 (Shanxi)
- .tj.cn : 톈진
- .xj.cn : 신장 웨이우얼 자치구
- .xz.cn : 티베트 자치구
- .yn.cn : 윈난성
- .zj.cn : 저장성
- .tw.cn : 타이완 성[1]
- .hk.cn : 홍콩[2]
- .mo.cn : 마카오[3]

## 참고
과거에 미국의 구글이 중국 정부로부터의 요청을 받아 검색 단어에 천안문 사건 등을 입력했을 경우, 검열에 걸려 표시되지 않게 한 것으로 인해 비난을 받았다. 그렇지만 이것은 호스트 이름의 말 끝이 .cn의 터미널로부터 특정의 검색 단어를 입력했을 때에만 검색 결과를 보여 주지 않게 하는 간소한 것이었기 때문에 끝이 .cn이 아닌 곳이나 호스트 이름을 가지지 않는 터미널로부터 검색했을 경우는 평상시와 똑같이 표시된다.

## 같이 보기
- .hk
- .kp (조선민주주의인민공화국의 최상위 도메인, 중화인민공화국 관련)
- .mo